# جيسي نايت (لاعبة العاب قوى)
جيسي نايت (من مواليد 15 يونيو 1994) هي لاعبة ألعاب قوى إنجليزية متخصصة في سباق 400 متر حواجز.
بعد فوزها بالميدالية الفضية في سباق 400 متر حواجز في بطولة ألعاب القوى البريطانية لعام 2024، تم اختيار نايت لاحقًا ضمن فريق بريطانيا العظمى لدورة الألعاب الأولمبية الصيفية 2024. خرجت من الدور نصف النهائي في باريس.